# Manga (Montevideo)

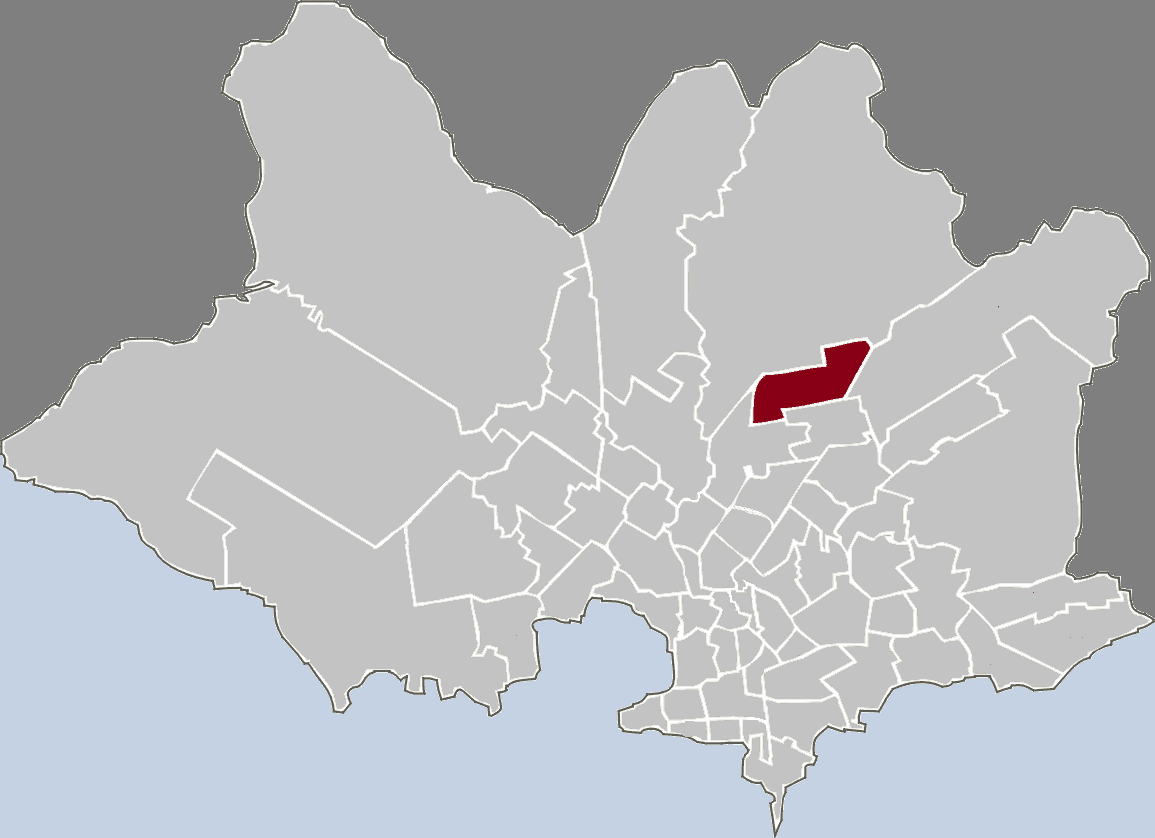
Lage von Manga in Montevideo

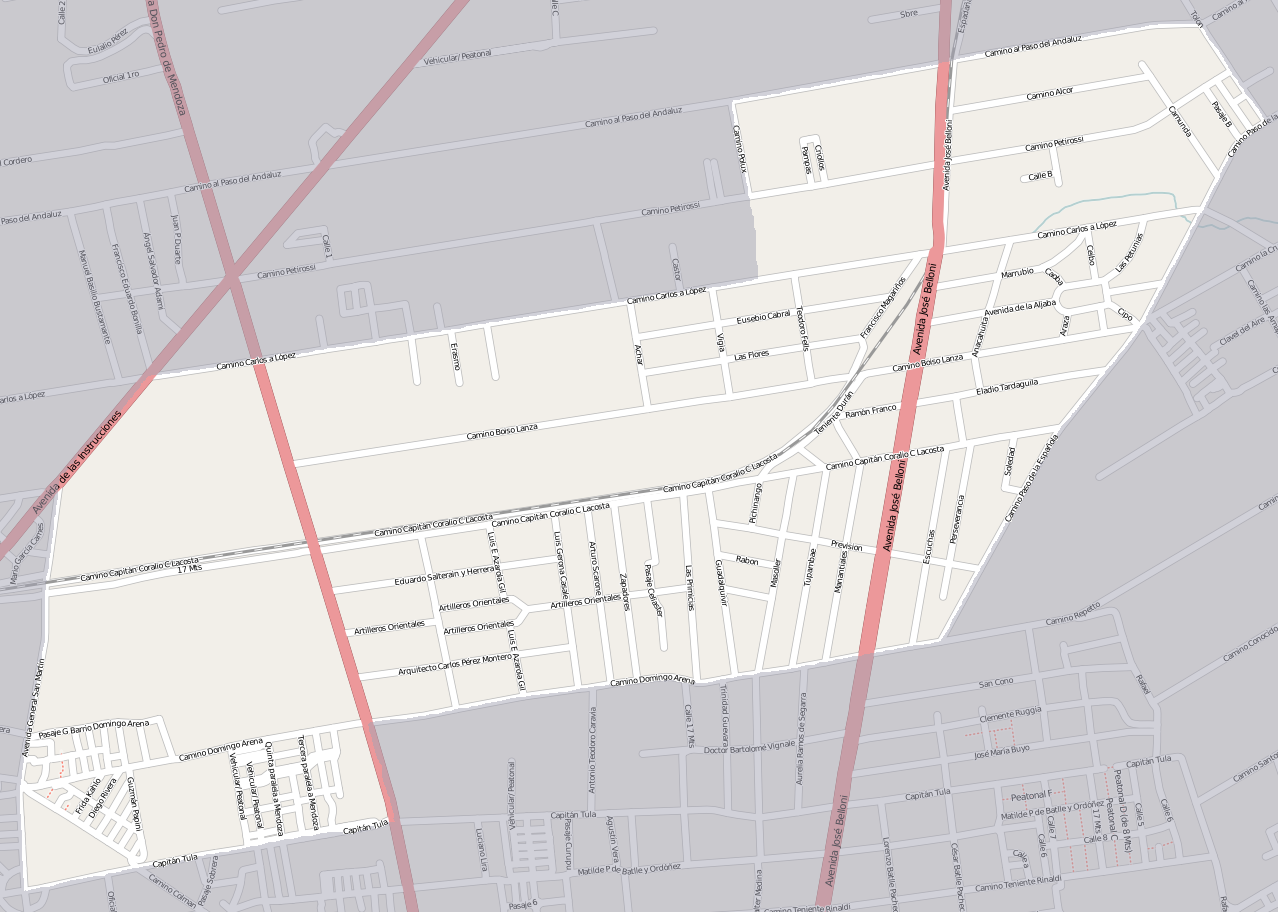
Plan von Manga

Manga ist ein Stadtviertel (Barrio) der uruguayischen Hauptstadt Montevideo.

## Lage
Manga befindet sich im zentralen Norden des Departamentos Montevideo. Umgeben wird es von den Stadtteilen Manga - Toledo Chico (Norden), Villa García - Manga Rural (Osten), Piedras Blancas (Süden) und Casavalle (Süden und Westen). Manga gehört dem von Sandra Nedov als gewählter Bürgermeisterin geleiteten Municipio D an.

## Infrastruktur
Der Stadtteil verfügt über einen eigenen Bahnhof, die Estación Manga.

## Söhne und Töchter des Barrios
- Hugo Silveira (* 1993), Fußballspieler